# Anciano (cristianismo)
Un anciano es, en el Nuevo Testamento y en las iglesias cristianas, un líder de una iglesia local.

## Origen del término
El término se refiere en el Nuevo Testamento a un líder de una iglesia cristiana local. Así se tradujo el término griego presbuteros. Su uso en las primeras iglesias jerosolimitanas se deriva de la tradición de las sinagogas que eran administradas por un consejo de ancianos, lo que implicaba una cierta cantidad de colegialidad desde el principio. Pero el apelativo 'anciano' ya era bien conocido en el Antiguo Testamento y en la antigüedad en el Medio Oriente, donde se refería a quienes tenían la función de administrar justicia y dirigir al pueblo a nivel local o tribal. o a nivel nacional. Más tarde, en la época romana (desde siglo I a. C. y hasta el 70 d. C. el gran sanedrín de Jerusalén, que se ocupaba de los asuntos religiosos en Judea, estaba formado por grandes - sacerdotes, pero también ancianos elegidos entre el pueblo. Debes tener más de treinta años para calificar para este puesto.
En el Nuevo Testamento, el término antiguo no necesariamente se distingue de otros nombres que se usan para referirse a los líderes de la iglesia. De hecho, al anciano también se le llama obispo (episcopos), y su oficio incluye el «pastorear la Iglesia de Dios» (Hechos de los Apóstoles 20,28). Por tanto, también es un pastor en este sentido. La primera iglesia cristiana, en Jerusalén, se inspiró en un modelo bastante colegiado u oligárquico común en la cultura grecorromana, sin relación jerárquica a priori (sin excluir la preeminencia de algunas tampoco). En otras regiones, las iglesias se inspiraron en el modelo asociativo que existía en ese momento en el mundo griego, un papel más importante podría atribuirse a un supervisor y jefe de la sinagoga (el episcopio). Por tanto, podemos ver aquí la flexibilidad y adaptabilidad de las primeras iglesias cristianas en relación con su entorno.

## Cualificaciones y funciones
Las calificaciones necesarias para el oficio de anciano se indican en tres textos del Nuevo Testamento: 1 Timoteo 3,1-7, Tito 1,5-9 y 1 Pedro 5,1-4. Se relacionan con la vida espiritual (apego a las Escrituras, santidad, etc.), ética personal (moderación, autocontrol, paciencia, etc.), vida familiar (monogamia y buen cuidado de la casa, hospitalidad), reputación ante la sociedad, pero también las necesidades específicas del ministerio: capacidad para enseñar a los creyentes a enraizar su fe en Cristo en la Escritura, exhortarlos a mantenerse firmes y progresar en la práctica de este enseñanza y capacidad para resistir las desviaciones doctrinales refutando ideas ajenas al Evangelio.

## Iglesias protestantes
En la tradición protestante reformada, a menudo distinguimos más claramente entre los ministerios de ancianos dedicados a la palabra y al sacramento, que son responsabilidad de más de un pastor ordenado, y los ministerios de ancianos orientados a la dirección y administración, para qué laicos están instituidos para compartir estas responsabilidades con el párroco. Sin embargo, esta estructuración resultante del pensamiento de Calvino fue discutida regularmente frente a una visión más colegiada de la dirección espiritual donde la carga pastoral la llevan todos los ancianos.

## Iglesias evangélicas
El término anciano se usa hoy en algunas iglesias  cristianas evangélicas. En algunas iglesias, la función es similar a la del  pastor. Para otros, el anciano es un líder laico de la iglesia y un miembro del equipo que rodea al  pastor. Otras iglesias operan con un modelo similar sin usar necesariamente el término ‘anciano’.
En varias comunidades, la iglesia está dirigida por un consejo de ancianos, con un fuerte énfasis en la colegialidad. Cuando hay un pastor, es solo uno de los miembros del consejo, sin una autoridad superior. 
En la práctica, el procedimiento para elegir e instituir a un anciano varía entre las iglesias locales. La mayoría de las iglesias, sin embargo, piden a sus miembros que confirmen la elección de un anciano mediante una votación (votación secreta o levantamiento de la mano), la selección previa se hace por solicitud espontánea o por cooptación del consejo de ancianos, o de nuevo mediante un voto inicial de los miembros (por ejemplo, un voto libre destinado a presentar candidatos para el cargo). El reconocimiento de un nuevo anciano también se puede concluir con una oración solemne donde los ancianos imponen sus manos sobre su nuevo colega (imposición de manos) y oran por él en solidaridad y gratitud (como se sugiere 1 Timoteo 4,14, o el establecimiento de otros servicios o ministerios en los Hechos de los Apóstoles). La función de anciano puede ser objeto de un mandato limitado en el tiempo o no, según las iglesias.